# Nhã nhạc
Nhã nhạc, auch Nha nhac cung dinh, chinesisch 雅樂, etwa „elegante Musik“ oder „feierliche Musik“, ist eine Form der vietnamesischen Hofmusik. Vietnamesische Hofmusik ist sehr vielfältig; der Begriff nhã nhạc wird auf die Musikstile vom 15. Jahrhundert bis zur Nguyễn-Dynastie, die in der Mitte des 20. Jahrhunderts endete, angewendet.
Nhã nhạc wird in der alten Kaiser- und Hauptstadt Huế gespielt. Im Jahr 2003 erklärte die UNESCO diese Musik zum Meisterwerk des mündlichen und immateriellen Erbes der Menschheit.

## Nhã nhạc
Nhã nhạc wurde anlässlich jährlicher Zeremonien, Jubiläen, religiöser Feiertage und Sonderveranstaltungen wie Krönungen, Beerdigungen oder offiziellen Empfängen gespielt; dies von bestens ausgebildeten und erfahrenen Musikern. Dazu wurden traditionelle vietnamesische Tanzveranstaltungen aufgeführt. Musiker und Tänzer trugen aufwändig gestaltete Kostüme bei ihren Auftritten. Den größten ausländischen Einfluss erfuhr die Musik des Nhã Nhạc während der Ming-Dynastie des chinesischen Kaiserreichs. Dazu gesellten sich frühere Elemente der Musik von Champa aus dem 9. und 10. Jahrhundert. 

### Instrumente
Gewöhnlicherweise wurden Instrumente wie die kèn bầu (eine Kegeloboe), die đàn tỳ bà (eine der chinesischen pipa entsprechende, birnenförmige Laute mit vier Saiten), die đàn nguyệt (eine zweisaitige Langhalslaute mit kreisrundem Korpus), die đàn tam (eine dreisaitige, gezupfte Spießlaute mit einer Decke aus Schlangenhaut  ohne Bünde), die đàn nhị (eine zweisaitige Röhrenspießgeige ähnlich der chinesischen erhu), die sáo (eine Bambusquerflöte), die trống (eine mit Stöcken gespielte Trommel) und gegebenenfalls weitere Schlaginstrumente eingesetzt.